# 10-й стрелковый полк
10-й стрелковый полк — пехотная воинская часть Русской императорской армии.
Полковой праздник — 30 августа.
Старшинство по состоянию на 1914 год: 22 октября 1826 года.

## История
Сформирован 22 октября 1826 года как 2-й строевой батальон 2-го учебного карабинерного полка.
С момента сформирования и вплоть до 1856 года назначением части была подготовка для пеших частей армии унтер-офицеров, и батальон входил в состав учебных войск.
11 июня 1832 года батальону пожаловано простое знамя без надписи.
16 января 1837 года пожаловано новое простое знамя без надписи.
23 ноября 1856 года батальон отделён от полка, перечислен из учебных войск в действующие и причислен в качестве стрелкового батальона к 5-й пехотной дивизии.
18 марта 1857 года назван 5-м стрелковым батальоном, продолжая оставаться в составе 5-й пехотной дивизии.
31 августа 1870 года переведён в состав тогда сформированной 3-й стрелковой бригады, став 10-м стрелковым батальоном.
В 1877—1878 годах участвовал в боевых действиях на Балканах.
30 августа 1878 года пожаловано георгиевское знамя с надписью «За переход через Балканы у Трояна в Декабре 1877 года».
18 ноября 1885 года батальону установлено старшинство с 22 октября 1826 года.
31 декабря 1888 года переформирован в полк двухбатальонного состава и назван 10-й Стрелковый полк.
В 1904—1905 годах участвовал в боевых действиях.
Весной 1905 года развернут в четырёхбатальонный состав.
в 1906 году вновь сведён в состав двухбатальонного полка.

## Знаки отличия полка к 1914 г
- Георгиевское знамя с надписью «За переход через Балканы у Трояна в Декабре 1877 года».

## Знаки различия

### Офицеры
| Описание     | Знаки различия по состоянию на 1904—1909 гг. | Знаки различия по состоянию на 1904—1909 гг. | Знаки различия по состоянию на 1904—1909 гг. | Знаки различия по состоянию на 1904—1909 гг. | Знаки различия по состоянию на 1904—1909 гг. | Знаки различия по состоянию на 1904—1909 гг. | Знаки различия по состоянию на 1904—1909 гг. | Знаки различия по состоянию на 1904—1909 гг. | Знаки различия по состоянию на 1904—1909 гг. |
| ------------ | -------------------------------------------- | -------------------------------------------- | -------------------------------------------- | -------------------------------------------- | -------------------------------------------- | -------------------------------------------- | -------------------------------------------- | -------------------------------------------- | -------------------------------------------- |
|              |                                              |                                              |                                              |                                              |                                              |                                              |                                              |                                              |                                              |
| Погоны       |                                              |                                              |                                              |                                              |                                              |                                              |                                              |                                              |                                              |
|              |                                              |                                              |                                              |                                              |                                              |                                              |                                              |                                              |                                              |
| Классный чин |                                              | Полковник                                    | Подполко́вник                                 | Капитан                                      | Штабс-капитан                                | Пору́чик                                      | Подпору́чик                                   | Пра́порщик                                    |                                              |
| Группа       | Штаб-офицеры                                 | Штаб-офицеры                                 | Штаб-офицеры                                 | Обер-офицеры                                 | Обер-офицеры                                 | Обер-офицеры                                 | Обер-офицеры                                 | Обер-офицеры                                 |                                              |

## Командиры
- 01.01.1857 — 21.01.1860 — подполковник Шульженко, Василий Дмитриевич
- 21.01.1860 — 02.04.1864 — подполковник (с 08.04.1862 полковник) Цвецинский, Адам Игнатьевич
- 13.04.1864 — 31.10.1869 — подполковник (с 15.03.1867 полковник) Ракуза, Пётр Яковлевич
- 31.10.1869 — хх.хх.1872 — майор (с 12.04.1871 подполковник) Дворжицкий, Александр Иванович
- хх.хх.1872 — хх.хх.хххх — майор (с 12.01.1874 подполковник) Тимме, Андрей Богданович
- 27.07.1874 — 15.06.1878 — подполковник (с 11.05.1877 полковник) Бородин, Василий Николаевич
- 15.06.1878 — 16.07.1894 — майор (с 17.04.1879 подполковник, с 02.03.1883 полковник) Яхимович, Валериан Антонович 
  - 1887 — штабс-капитан Фурман, Николай Степанович (временно командующий?)
- 21.07.1894 — 18.05.1899 — полковник Самойло, Сергей Иванович
- 17.06.1899 — 17.08.1901 — полковник Верцинский, Александр Александрович
- 25.09.1901 — 18.06.1905 — полковник Мисевич, Казимир-Витольд Антонович
- 18.06.1905 — 09.04.1907 — полковник Гришин, Александр Андреевич
- 11.05.1907 — 26.05.1911 — полковник Быков, Александр Михайлович[3]
- 17.06.1911 — 11.09.1912 — полковник Гаврилов, Виктор Иванович
- 09.10.1912 — 26.08.1914[4] — полковник Лоде, Владимир Эдуардович
- 13.01.1915 — 12.07.1915 — полковник (с 31.05.1915 генерал-майор) Харламов, Виктор Викторович
- 13.07.1915 — 12.12.1915 — полковник Бреслер, Николай Эрнестович
- 17.12.1915 — 07.08.1917 — полковник Страхов, Владимир Николаевич
- 07.08.1917 — после 03.11.1917 — полковник Кельнер, Константин Александрович